# Stads- en streekvervoer in Flevoland
Het stads- en streekvervoer in Flevoland geeft een overzicht van alle buslijnen die gereden worden in de provincie Flevoland. Het gaat hier om de lijnen die zich in de provincie begeven, maar ook lijnen die de provincie doorkruisen.
De vetgedrukte plaatsnamen bevinden zich buiten de provincie Flevoland. Bij lijnen die horen bij concessies die niet uit Flevoland komen is tevens de opdrachtgevende OV-autoriteit vermeld. 

## Huidige concessies
| OV-autoriteit                                                  | Concessiegebied   | Vervoerder       | Duur                    |
| -------------------------------------------------------------- | ----------------- | ---------------- | ----------------------- |
| provincie Flevoland i.s.m. provincies Gelderland en Overijssel | IJssel-Vecht      | EBS              | 11.12.2022 - 08.12.2035 |
| gemeente Almere i.o.v. provincie Flevoland                     | Busvervoer Almere | Keolis Nederland | 10.12.2017 - 11.12.2027 |

De provincie is verantwoordelijk voor het openbaar vervoer, maar heeft de taken voor het stadsvervoer in Almere gedelegeerd aan die gemeente.

## OV-chipkaart
Op 24 augustus 2009 werd de OV-chipkaart geldig op de voormalige stadsdienst Maxx Almere en de streeklijnen vanuit Almere richting Amsterdam en 't Gooi. Op 1 november 2009 kon er ook gereisd worden met de OV-chipkaart op de stadsdienst Lelystad en de bussen in IJsselmond. Op de stadsdienst Lelystad geldt een vast bedrag per rit.
|                       |                                                                         | Tariefjaar (€) | Tariefjaar (€) | Tariefjaar (€) | Tariefjaar (€) |
| Concessie(s)          | Verbinding(en)                                                          | 2011           | 2012           | 2013           | 2014           |
| --------------------- | ----------------------------------------------------------------------- | -------------- | -------------- | -------------- | -------------- |
| Stadsvervoer Lelystad | Alle bussen, binnen ring (prijs per rit excl. basistarief)              | 0,32 0,36      | 0,38           | 0,40           | 0,49           |
| Stadsvervoer Lelystad | Alle bussen, buiten ring (Vliegveld). (prijs per rit excl. basistarief) |                |                | 1,05           | 1,16           |
| Almere                | Stads- en streekbussen                                                  | 0,105          | 0,113          | 0,120          | 0,121          |

## Provincie Flevoland

### Concessie IJssel-Vecht
De concessie IJssel-Vecht omvat het stads- en streekvervoer in de gehele provincie Flevoland exclusief Almere, de gehele provincie Overijssel exclusief Twente en het gebied in Gelderland rondom de Veluwe. Deze concessie wordt uitgevoerd door EBS onder de naam RRReis. Hieronder worden alleen de lijnen vermeld die in Flevoland rijden.
| Lijn                                           | Route                                                  | Via | Bijzonderheden |
| Stadsdienst Lelystad                           | Stadsdienst Lelystad                                   | Stadsdienst Lelystad | Stadsdienst Lelystad |
| ---------------------------------------------- | ------------------------------------------------------ | --- | --- |
| 1                                              | Station Centrum - Haven                                | Tjalk, Botter, Schoener                                                                                                 | |
| 2                                              | Station Centrum - Kustwijk                             | Gondel, Punter, Jol | |
| 3                                              | Station Centrum - Batavia Stad                         | Karveel, Boeier | |
| 4                                              | Station Centrum - Lelycentre                           | Zuiderzeewijk | |
| 5                                              | Station Centrum → Station Centrum                      | Atolwijk, Archipel | |
| 6                                              | Station Centrum → Station Centrum                      | St Jansdal Ziekenhuis, Waterwijk, De Landerijen, Horst, Kamp, St Jansdal Ziekenhuis                                     | Ringlijn in één richting, tegengesteld aan lijn 16 |
| 7                                              | Station Centrum - Airport                              | St Jansdal Ziekenhuis, (Waterwijk, De Landerijen,) Larserpoort                                                          | Waterwijk en De Landerijen worden alleen in de spitsrichting bediend                                                                                  |
| 8                                              | Station Centrum - Hollandse Hout                       | De Rietlanden, Landstrekenwijk, Warande                                                                                 | |
| 9                                              | Station Centrum → Station Centrum                      | Parkhaven, Golfresort, Jagersveld                                                                                       | Buurtbus, gekoppeld aan lijn 10, rijdt niet op zondag                                                                                                 |
| 10                                             | Station Centrum - Bio Science Center                   | Oostrandpark, Buitenhof                                                                                                 | Buurtbus, gekoppeld aan lijn 9, rijdt niet op zondag                                                                                                  |
| 11                                             | Station Centrum - Haven                                | Visarenddreef | |
| 16                                             | Station Centrum → Station Centrum                      | St Jansdal Ziekenhuis, Kamp, Horst, De Landerijen, Waterwijk, St Jansdal Ziekenhuis                                     | Ringlijn in één richting, tegengesteld aan lijn 6 |
| Zie Stadsdienst Lelystad voor meer informatie. |                                                        | | |
| Streeklijnen                                   |                                                        | | |
| 71                                             | Emmeloord, Busstation - Zwolle, Station                | Marknesse, Kraggenburg, Marknesse, Vollenhove, Sint Jansklooster, Zwartsluis, Hasselt                                   | |
| 76                                             | Marknesse, Busstation - Oldemarkt, Koningin Julianaweg | Luttelgeest, Kuinre, Ossenzijl                                                                                          | Rijdt als reserveerRRReis (m.u.v. een rit in de ochtendspits), rijdt niet 's avonds en in het weekend                                                 |
| 77                                             | Emmeloord, Busstation - Lemmer, Busstation             | Espel, Creil, Rutten | Rijdt niet 's avonds en in het weekend |
| 141                                            | Urk, Singel - Kampen, Station                          | Tollebeek, Emmeloord, Ens, Kampereiland                                                                                 | |
| 142                                            | Amersfoort, Station Vathorst - Harderwijk, Station     | Nijkerk, Zeewolde | Rijdt niet in het weekend |
| 143                                            | Lelystad, Station Centrum - Kampen, Station            | Swifterbant, Dronten | Rijdt niet op zondagavond |
| 144                                            | Harderwijk, Station - Zeewolde, Langezand              | | Rijdt alleen in het weekend |
| 146                                            | Kuinre, Burchtstraat - Dronten, Station                | Luttelgeest, Emmeloord, Nagele, Swifterbant                                                                             | |
| 147                                            | Dronten, Station - Harderwijk, Station                 | Biddinghuizen | |
| 150                                            | Almere Stad, Station Centrum - Zeewolde, Mast          | | Rijdt zeven keer per richting per dag in een onregelmatige frequentie, 1x per 2 uur. Tussen station Centrum en Busstation ’t Oor geen lokaal vervoer. |
| 247                                            | Biddinghuizen, Walibi Holland - Harderwijk, Station    | | Walibi Express |
| snelRRReis                                     |                                                        | | |
| 207                                            | Lelystad, Station Centrum - Harderwijk, Station        | Zeewolde | |
| 214                                            | Lelystad, Station Centrum - Steenwijk, Station         | Nagele, Emmeloord, Marknesse, Blokzijl, Scheerwolde                                                                     | |
| 215                                            | Urk, Singel - Kampen, Station Zuid                     | Nagele | Rijdt niet 's avonds en in het weekend |
| 216                                            | Almere Stad, Station Centrum - Harderwijk, Station     | Zeewolde | Rijdt niet in het weekend, tussen station Centrum en Filmwijk geen lokaal vervoer                                                                     |
| 218                                            | Lelystad, Station Centrum - Urk, Singel                | Nagele | Rijdt niet 's avonds en in het weekend |
| Stadsdienst Dronten                            |                                                        | | |
| 521                                            | De Gilden → De Gilden                                  | Station, Oud-Dronten, De Fazant, De Landstreken, De Manage, Flevo Golfresort, De Landmaten, Centrum, Station, De Munten | Ringlijn; tegengesteld aan lijn 522; rijdt niet 's avonds en op zondag                                                                                |
| 522                                            | De Gilden → De Gilden                                  | De Munten, Station, Centrum, De Landmaten, Flevo Golfresort, De Manage, De Landstreken, De Fazant, Oud-Dronten, Station | Ringlijn; tegengesteld aan lijn 521; rijdt niet 's avonds en op zondag                                                                                |
| Scholierenlijnen                               |                                                        | | |
| 612                                            | Lelystad Haven - Herman Bekiusschool                   | Jol, Punter, St Jansdal Ziekenhuis, De Landerijen, Archipel                                                             | |
| 625                                            | Zeewolde, De Verbeelding - Amersfoort, GSG Arnhemseweg | | |
| 641                                            | Urk, Vlaak - Zwolle, Campus                            | Tollebeek, Emmeloord, Ens, Kampereiland, Kampen, IJsselmuiden, Wilsum, 's-Heerenbroek                                   | |
| 646                                            | Dronten, Station - Aeres Hogeschool                    | | |
| 663                                            | Lelystad, Station Centrum - Kampen, GSG Pieter Zandt   | Dronten | |
| 675                                            | Kuinre, Burchtstraat → Emmeloord, Begraafplaats        | Luttelgeest, Marknesse                                                                                                  | |
| 681                                            | Urk, Rotholm - Kampen, GSG Pieter Zandt                | Tollebeek, Ens, Emmeloord                                                                                               | |
| 682                                            | Urk, Singel - Kampen, GSG Pieter Zandt                 | Nagele | |

## Almere

### Concessie Busvervoer Almere
Keolis Nederland rijdt het busvervoer in Almere onder de naam "allGo". Het netwerk bestaat uit acht Metrobussen die hun eigen naam en kleur hebben gekregen en vier streeklijnen die volgens de R-net formule rijden. Daarnaast is er nog een lijn naar bedrijventerrein De Vaart met de naam "flexiGo", een lijn naar de nieuwbouwwijk Duin met de naam "duinGo" en een buurtbus binnen Almere Hout. De nachtbussen heten "nightGo".
De lijnnummering in Almere is volgens het volgende nummeringssysteem:
- 2x series: ontsluitend stadsvervoer (duinGo, flexiGo, buurtbus)
- 3xx series: R-net
- M series: metrobussen
- N series: nachtbussen

| Lijn                                           | Lijn                | Route                                                     | Via | Opmerkingen |
| ---------------------------------------------- | ------------------- | --------------------------------------------------------- | --- | --- |
| Zie Busvervoer in Almere voor meer informatie. |                     |                                                           | | |
| Metrobussen                                    |                     |                                                           | | |
| M1                                             | Havenmetro          | Station Centrum - Haven                                   | Stedenwijk, Busstation ’t Oor, De Steiger, De Gouwen, De Wierden, De Hoven, Centrum, De Werven, De Meenten, De Grienden, De Marken, De Steiger | Rijdt in Haven vanaf De Steiger afwisselend linksom of rechtsom, rijdt bij Station Centrum verder als buslijn M2 . Rijdt op zaterdag 24 uur per dag op de hele route.                               |
| M2                                             | Buitenmetro         | Station Centrum - Stripheldenbuurt                        | Staatsliedenwijk, Waterwijk, Bouwmeesterbuurt, Molenbuurt, Station Buiten, Seizoenenbuurt, Oostvaardersbuurt, Station Oostvaarders, Sieradenbuurt | Rijdt tussen Station Almere Oostvaarders en Stripheldenbuurt in een lagere frequentie, rijdt bij Station Centrum verder als buslijn M1 . Rijdt op zaterdag 24 uur per dag op een deel van de route. |
| M3                                             | Muziekmetro         | Station Centrum - Componistenpad                          | Staatsliedenwijk, Kruidenwijk, Muziekwijk, Station Muziekwijk | |
| M4                                             | Poortmetro          | Station Centrum - Station Poort                           | Stedenwijk, Componistenpad, Station Muziekwijk, Literatuurwijk, Hogekant, Homeruskwartier, Columbuskwartier, Europakwartier | |
| M5                                             | Dansmetro           | Station Centrum - Station Parkwijk                        | Flevoziekenhuis, Filmwijk, Danswijk, Parkwijk | |
| M6                                             | Noorderplassenmetro | Station Centrum - Noorderplassen                          | Staatsliedenwijk, Kruidenwijk | |
| M7                                             | Parkmetro           | Station Centrum - Station Oostvaarders                    | Flevoziekenhuis, Filmwijk, Parkwijk, Station Parkwijk, Tussen de Vaarten, Landgoederenbuurt, Faunabuurt, Bloemenbuurt, Station Buiten, Regenboogbuurt, Eilandenbuurt | Rijdt op zaterdag 24 uur per dag op een deel van de route. |
| M8                                             | Nobelhorstmetro     | Station Centrum - Nobelhorst                              | Flevoziekenhuis, Filmwijk, Parkwijk, Station Parkwijk, Tussen de Vaarten, Sallandsekant | |
| flexiGo                                        |                     |                                                           | | |
| 22                                             | 22                  | Station Buiten - De Vaart                                 | Molenbuurt, Bolderweg, (Draaibrugweg, Vlotbrugweg, Hefbrugweg,) Damsluisweg, (Schutsluisweg,) Groene Kadeweg | Rijdt in de spitsrichting ook via de haltes Draaibrugweg, Vlotbrugweg, Hefbrugweg en Schutsluisweg.                                                                                                 |
| duinGo                                         |                     |                                                           | | |
| 24                                             | 24                  | Station Poort - Duin                                      | | Rijdt niet tussen 9:20 en 14:20, 's avonds en in het weekend. Rijdt in de zomermaanden wel in het weekend overdag.                                                                                  |
| Buurtbus                                       |                     |                                                           | | |
| 28                                             | 28                  | Nobelhorst → Nobelhorst                                   | Oosterwold, Vogelhorst | |
| R-net                                          |                     |                                                           | | |
| 322                                            | 322                 | Almere, Station Parkwijk - Amsterdam, Amstelstation       | Almere Stad (Verzetswijk, Tussen de Vaarten, Sallandsekant, Danswijk, Veluwsekant, Busstation ’t Oor, Gooisekant), Almere Poort (Hogekant, Europakwartier, Topsportcentrum, Station Poort, Strand), Muiden (P+R, Maxisweg), Diemen (Diemerknoop), Amsterdam-Oost (Brinkstraat, Middenweg) | Rijdt buiten de spitsuren alleen tussen busstation 't Oor en Muiden. |
| 326                                            | 326                 | Almere, Station Centrum - Blaricum, P+R                   | Almere Stad (Stedenwijk, Busstation ’t Oor, Veluwsekant), Almere Hout (De Kemphaan, Stichtsekant) | Rijdt niet in het weekend. |
| 327                                            | 327                 | Almere, Haven - Amsterdam, Amstelstation                  | Almere Haven (De Steiger, De Gouwen, De Wierden, De Hoven, Centrum, De Werven, De Meenten, De Grienden, De Marken, De Steiger), Almere Stad (Busstation ’t Oor), Muiden (P+R, Maxisweg), Diemen (Diemerknoop), Amsterdam-Oost (Brinkstraat, Middenweg) | |
| 330                                            | 330                 | Almere, Station Buiten - Amsterdam, Station Bijlmer ArenA | Almere Buiten (Bloemenbuurt, Faunabuurt, Landgoederenbuurt), Almere Stad (Tussen de Vaarten, Sallandsekant, Danswijk, Veluwsekant, Busstation ’t Oor), Muiden (P+R, Maxisweg), Diemen (Diemerknoop, Provincialeweg), Amsterdam-Zuidoost (Eekholt, Bijlmerplein) | |
| nightGo                                        |                     |                                                           | | |
| N22                                            | N22                 | Almere, Station Buiten - Amsterdam, Leidseplein           | Almere Buiten (Bloemenbuurt, Faunabuurt, Landgoederenbuurt), Almere Stad (Tussen de Vaarten, Sallandsekant, Danswijk, Parkwijk, Station Parkwijk, Parkwijk, Filmwijk, Flevoziekenhuis, Station Centrum, Staatsliedenwijk, Kruidenwijk, Muziekwijk, Station Muziekwijk, Componistenpad, Station Muziekwijk, Literatuurwijk, Hogekant), Almere Poort (Middenkant, Homeruskwartier, Columbuskwartier, Europakwartier, Station Poort), Muiden (P+R), Amsterdam (Brinklaan, Middenweg, Amstelstation) | Rijdt alleen op zaterdagnacht. |
| N23                                            | N23                 | Almere, Station Centrum - Amsterdam, Centraal Station     | Almere Stad (Flevoziekenhuis, Filmwijk, Veluwsekant, Busstation ’t Oor), Muiden (P+R) | Rijdt alleen op zaterdagnacht. |

## Lijnen uit grensoverschrijdende concessies in de provincie Flevoland
De concessiegrenzen van de concessies in Flevoland overschrijden nergens de provinciegrens, maar enkele buslijnen doen dit wel. Dit is echter ook andersom, lijnen uit concessies in andere provincies rijden in Flevoland. Hieronder staan alle buslijnen die horen bij concessies uit andere provincies opgesomd.
| Concessie           | Vervoerder | Lijn | Route                                                                      | Via                                   | Soort     | Opmerkingen                                                                             |
| ------------------- | ---------- | ---- | -------------------------------------------------------------------------- | ------------------------------------- | --------- | --------------------------------------------------------------------------------------- |
| Fryslân             | Qbuzz      | 315  | Emmeloord, Busstation - Groningen, Hoofdstation                            | Lemmer, Joure, Heerenveen             | Qliner    |                                                                                         |
| Fryslân             | Qbuzz      | 324  | (Emmeloord, Busstation →) Heerenveen, Busstation - Groningen, Hoofdstation | (Lemmer, Joure, Heerenveen,) Drachten | Qliner    | Rijdt alleen 's avonds en in het weekend. Emmeloord → Heerenveen alleen op zondagavond. |
| Noord-Holland Noord | Connexxion | 650  | Wervershoof, Raadhuisplein - Lelystad, Station Centrum                     | Andijk, Bovenkarspel, Enkhuizen       | Schoolbus |                                                                                         |